# Warren (Arkansas)
Warren – miasto w Stanach Zjednoczonych, w stanie Arkansas, w hrabstwie Bradley.